# واشنطونية خيطية
الواشنطونية الخيطية  نوع نباتي شجري يشبه النخيل ويتبع جنس الواشنطونية من الفصيلة الفوفلية (النخلية سابقًا). موطنه جنوب غرب الولايات المتحدة (أريزونا ونيفادا وجنوب كاليفورنيا) وولاية باخا كاليفورنيا غرب المكسيك.